# Sèrie Radeon X1000

L'R520 (nom en codi Fudo) és una unitat de processament gràfic (GPU) desenvolupada per ATI Technologies i produïda per TSMC. Va ser la primera GPU produïda amb un procés de fotolitografia 90 nm.
L'R520 és la base d'una línia de targetes de vídeo X1000 d'acceleració 3D DirectX 9.0c i OpenGL 2.0. És la primera revisió arquitectònica important d'ATI des de l'R300 i està molt optimitzada per a Shader Model 3.0. La sèrie Radeon X1000 que utilitzava el nucli es va presentar el 5 d'octubre de 2005 i va competir principalment contra la sèrie GeForce 7000 de Nvidia. ATI va llançar el successor de la sèrie R500 amb la sèrie R600 el 14 de maig de 2007.
ATI no ofereix suport oficial per a cap targeta de la sèrie X1000 per a Windows 8 o Windows 10; l'últim AMD Catalyst d'aquesta generació és el 10.2 des del 2010 fins a Windows 7. AMD va deixar de proporcionar controladors per a Windows 7 per a aquesta sèrie el 2015.
Hi ha disponibles una sèrie de controladors Radeon de codi obert quan s'utilitza una distribució Linux.
Les mateixes GPU també es troben en alguns productes AMD FireMV orientats a configuracions de diversos monitors.

## Retard durant el desenvolupament
Les targetes de vídeo Radeon X1800 que incloïen un R520 es van llançar amb un retard de diversos mesos perquè els enginyers d'ATI van descobrir un error a la GPU en una fase de desenvolupament molt tardana. Aquest error, causat per un tercer 90 defectuós La biblioteca de disseny de xips nm va dificultar molt la velocitat del rellotge, de manera que van haver de "regir" el xip per a una altra revisió (s'havia d'enviar un nou GDSII a TSMC). El problema havia estat gairebé aleatori en com afectava els xips prototips, cosa que dificultava la seva identificació.

## Arquitectura
L'arquitectura R520 és denominada per ATI com un "processador d'enviament ultra threaded ", que fa referència al pla d'ATI per augmentar l'eficiència de la seva GPU, en lloc d'aconseguir un augment de força bruta en el nombre d'unitats de processament. Una "unitat d'enviament" de sombreador de píxels central divideix els ombrejats en fils (lots) de 16 píxels (4×4) i pot fer un seguiment i distribuir fins a 128 fils per píxel "quad" (4 canalitzacions cadascun). Quan un shader quad queda inactiu a causa de la finalització d'una tasca o a l'espera d'altres dades, el motor d'enviament assigna al quad una altra tasca per fer mentrestant. El resultat global és teòricament una major utilització de les unitats shader. Amb un gran nombre de fils per quad, ATI va crear una matriu de registre de processador molt gran que és capaç de múltiples lectures i escriptures concurrents, i té una connexió d'ample de banda elevat a cada matriu d'ombres, proporcionant l'emmagatzematge temporal necessari per mantenir les canalitzacions alimentades per disposar de feina tant com sigui possible. Amb xips com RV530 i R580, on el nombre d'unitats d'ombrejat per canalització es triplica, l'eficiència de l'ombrejat de píxels disminueix lleugerament perquè aquests ombrejats encara tenen el mateix nivell de recursos de fil que els RV515 i R520 menys dotats.
El següent canvi important al nucli és el seu bus de memòria. R420 i R300 tenien dissenys de controladors de memòria gairebé idèntics, i el primer era una versió corregida d'errors dissenyada per a velocitats de rellotge més altes. El bus de memòria de l'R520 difereix amb el seu controlador central (àrbitre) que es connecta als "clients de memòria". Al voltant del xip hi ha dos busos d'anell de 256 bits que funcionen a la mateixa velocitat que els xips DRAM, però en direccions oposades per reduir la latència. Al llarg d'aquests autobusos d'anell hi ha quatre punts de "parada" on les dades surten de l'anell i entren o surten dels xips de memòria. Hi ha una cinquena parada, significativament menys complexa, que està dissenyada per a la interfície PCI Express i l'entrada de vídeo. Aquest disseny permet que els accessos a la memòria siguin més ràpids encara que amb una latència més baixa des de la distància més petita que necessiten els senyals per moure's per la GPU i augmentant el nombre de bancs per DRAM. El xip pot distribuir les sol·licituds de memòria més ràpidament i directament als xips RAM. ATI va afirmar una millora del 40% en l'eficiència respecte als dissenys més antics. Els nuclis més petits com RV515 i RV530 van rebre retallades a causa dels seus dissenys més petits i menys costosos. RV530, per exemple, té dos busos interns de 128 bits. Aquesta generació és compatible amb tots els tipus de memòria recents, inclosa la GDDR4. A més d'un bus d'anell, cada canal de memòria té la granularitat de 32 bits, la qual cosa millora l'eficiència de la memòria quan es realitzen petites sol·licituds de memòria.
Els motors de vertex shader ja tenien la precisió FP32 requerida en els productes més antics d'ATI. Els canvis necessaris per a SM3.0 incloïen longituds d'instruccions més llargues, instruccions de control de flux dinàmic, amb ramificacions, bucles i subrutines i un espai de registre temporal més gran. Els motors d'ombres de píxels són en realitat força similars en la disposició computacional als seus homòlegs R420, tot i que estaven molt optimitzats i ajustats per assolir altes velocitats de rellotge al 90. procés nm. ATI ha estat treballant durant anys en un compilador de shader d'alt rendiment al seu controlador per al seu maquinari més antic, de manera que mantenir-se amb un disseny bàsic similar que és compatible va oferir un estalvi de temps i cost evident.